# Marcus Patrick
Marcus Patrick, właściwie Patrick Marcus Osbourne (ur. 5 czerwca 1974 w Bath) – brytyjski aktor, piosenkarz i model, który swoją karierę kontynuował w Stanach Zjednoczonych.

## Życiorys

### Wczesne lata
Urodził się w Bath. Jego ojciec ma korzenie angielsko-irlandzko-francuskie, a matka ma pochodzenie jamajsko-kubańsko-Cherokee. Zdobył tytuł mistrza taekwondo juniorów.

### Kariera
Od lutego do listopada 1993 roku śpiewał w brytyjskim boysbandzie Worlds Apart, zanim w latach 1997-99 kontynuował solową karierę. W 2000 przeniósł się do Stanach Zjednoczonych. Po udziele w komedii romantycznej Łamanie zasad (Breakin' All the Rules, 2004), wystąpił w sitcomie ABC On, ona i dzieciaki (My Wife and Kids, 2005), a także w serialu CBS Kryminalne zagadki Miami (CSI:Miami, 2005), operze mydlanej NBC Passions (2006) i serialu The-N Beyond The Break (2006).
Od 29 czerwca do 25 września 2006 roku odtwarzał rolę Jamala Cudahy w operze mydlanej ABC Wszystkie moje dzieci (All My Children). Zagrał następnie postacie Jetta Carvera w operze mydlanej NBC Dni naszego życia (Days of our Lives, 2006-2007). W dramacie psychologicznym Descent (2007) zagrał postać homoseksualnego kryminalistę Adriana, filmowego przyjaciela Rosario Dawson.
We wrześniu 2007 wziął udział w rozbieranej sesji zdjęciowej dla magazynu Playgirl. Przyłączył się do męskiej grupy tanecznej Chippendale's Scotta Layne The Hollywood Men Inc.. W 2010 wystąpił jako Zeus, zainfekowany wirusem HIV striptizer, w komedii Violet Tendencies. Brał udział w programie telewizyjnym – Dancing With The Stars.
Pojawił się w teledysku do piosenki "The Woman You Love" (2011) piosenkarki R&B Ashanti Douglas i rapera Busty Rhymesa.

### Życie prywatne
Jest weganinem. W latach 2004–2008 był związany z aktorką filmów porno Michelle Maylene. 23 marca 2011 na wyspie Maui na Hawajach ożenił się z Alisą Osborne, ale doszło do rozwodu. 10 stycznia 2015 poślubił Nikki Torres, z którą ma dwóch synów - Athana (ur. w sierpniu 2014) i Titana Alexandra (ur. 27 czerwca 2015).

## Filmografia

### Filmy fabularne
- 2004: Łamanie zasad (Breakin' All the Rules)
- 2007: Descent jako Adrian
- 2007: Love... & Other 4 Letter Words jako Rene
- 2010: Violet Tendencies jako Zeus
- 2009: I Do... I Did! jako Marcus
- 2013: The Dark Party jako Mike

### Seriale TV
- 2005: On, ona i dzieciaki (My Wife and Kids) jako Dave
- 2005: Kryminalne zagadki Miami (CSI:Miami) jako Luis Rivera
- 2006: Wszystkie moje dzieci (All My Children) jako Jamal Cudahy
- 2006: Passions jako ojciec Denny
- 2006: Pół na pół (Half & Half) jako Vince Clark
- 2006-2007: Beyond The Break jako Marcus Watson
- 2006: Dni naszego życia (Days of our Lives) jako Derrick
- 2006-2007: Dni naszego życia (Days of our Lives) jako Jett Carver
- 2013: Anatomia prawdy jako strażnik